# Real Federación Española de Billar
Die Real Federación Española de Billar (RFEB) ist der nationale spanische Dachverband für Billard und ist dem europäischen Verband Confédération Européenne de Billard (CEB) angeschlossen.

## Geschichte
Der Verband wurde 1926 in Madrid gegründet, damals noch als reiner Karambolageverband um den „noblen Sport“ zu organisieren und kanalisieren. Zu den Gründungsvereinen gehörten:
- Club Billard Barcelona
- Club Billard Vizcaya
- Club Billard Valencia
- Club Billard Madrid

Zum ersten Vorstand wurde gewählt:
- Präsident: D. Raimund Vives
- Vizepräsident:Herr Antonio Iglesias
- Sekretär:D. Leopoldo Morquillas
- Vizesekretär:D. Ruiz Flores

Noch im gleichen Jahr wurde die erste spanische Billardmeisterschaft ausgetragen. 1931 richtete man die erste Dreiband-Weltmeisterschaft aus, die der Spanier Enrique Miró gewann. Es folgten weitere Weltmeisterschaften 1958, 2003 und 2005. Auch war Spanien Ausrichter mehrerer Dreiband-Weltcups, den ersten 1988 auf La Palma, es folgten weitere.
In all den Jahren, die der spanische Billardverband besteht, hat er viele Spieler hervorgebracht, die mehrere europäische und Weltmeistertitel gewinnen konnten. Im Jahr 1998 stellte der Verwaltungsrat der spanischen Föderation, mit Fernando Requena Vitales als Präsident, einen Antrag an das Königshauses, um für die Föderation eine Namensänderung in einen königlichen Verband mit dem Namen „Real Federación Español de Billar“ umbenennen zu dürfen, der Monarch gab seine Zustimmung.

## Aufgaben
Zu den Aufgaben der RFEB gehören die Ausrichtung verschiedener Turniere, unter anderem:
- Nationale Spanische Dreiband-Meisterschaft
- Großer Preis von Spanien
- Government Cup

In Zusammenarbeit mit dem Kontinentalverband CEB
- Europameisterschaften

In Zusammenarbeit mit dem Weltverband UMB:
- Weltmeisterschaften
- Dreiband-Weltcup

Des Weiteren kümmert er sich auch um die Teilnahme seiner Spieler an den World Games.

## Präsidium
- D. Jesus Villamor (Präsident, 1981–1992)
- D.Jorge Foster (Präsident, 1992–1998)
- Fernando Requena (Präsident 1998–2012), dann Vizepräsident der UMB und nach dem Ausscheiden Interimspräsident bis zur offiziellen Wahl von Farouk el-Barki 2017 zum neuen Präsidenten.[2]
- Antonio Ortiz Martínez (aktuell, Stand September 2019)

## Landesverbände
- Federación Andaluza
- Federación Aragonesa
- Federación Asturiana
- Federación Balear
- Delegación Canaria
- Federación Cántabra
- Delegación de Castilla-la Mancha
- Federación de Castilla y León
- Federación Catalana
- Federación Extremeña
- Federación Gallega
- Federación Madrileña
- Federación Marciana
- Delegación Navarra
- Federación de la Comunidad Valenciana
- Delegación Vasca

Quellen:

## Übergeordnete Verbandsstruktur
|  |

|  |

|  |